# Mu Leporis
Mu Leporis (μ Lep, μ Leporis) è la quarta stella più luminosa della costellazione della Lepre. La sua magnitudine apparente è +3,26 e dista 186 anni luce dal sistema solare.

## Osservazione
Si tratta di una stella situata nell'emisfero celeste australe; grazie alla sua posizione non troppo meridionale, può essere osservata dalla gran parte delle regioni della Terra, sebbene gli osservatori dell'emisfero sud siano più avvantaggiati. Nei pressi dell'Antartide appare circumpolare, mentre resta sempre invisibile solo oltre il circolo polare artico. Essendo di magnitudine +3,28, la si può osservare anche dai piccoli centri urbani senza difficoltà, sebbene un cielo non eccessivamente inquinato sia maggiormente indicato per la sua individuazione.
Il periodo più propizio per la sua osservazione nel cielo serale ricade nei mesi compresi fra dicembre e aprile.

## Caratteristiche fisiche
μ Leporis è una stella di classe B9IV,  classificata quindi come subgigante blu, anche se il suo raggio, 3,4 volte quello del Sole, e la temperatura superficiale, di circa 12.300 K, suggeriscono che in realtà essa sia una stella nana che sta fondendo ancora idrogeno all'interno del suo nucleo. La stella ha una massa 3,66 volte quella del Sole, ed una luminosità 272 volte superiore.
Si tratta anche di una variabile Alfa2 Canum Venaticorum, con una variazione della sua luminosità di 0,44 magnitudini nell'arco di un paio di giorni. Inoltre è una stella al mercurio-manganese, una delle più brillanti della sua classe, con livelli di manganese 180 volte quelli del Sole, e un'abbondanza di mercurio 70.000 volte superiore. 
Stranamente, μ Leporis è anche una fonte di raggi X, fatto insolito per stelle di questo tipo, tuttavia, la sorgente di questa radiazione potrebbe essere una compagna stellare attiva, probabilmente una stella di piccola massa ancora in formazione.